# Cadoul de Crăciun (film din 2000)
Cadoul de Crăciun (titlu original: The Ultimate Christmas Present) este un film de Crăciun american de televiziune din 2000 regizat de Greg Beeman. Rolurile principale au fost interpretate de actorii Spencer Breslin, Brenda Song. A avut premiera TV la 1 decembrie 2013 ca parte a emisiunilor din sezonul de Crăciun. 

## Prezentare
Filmul prezintă o fată care fură de la Moș Crăciun o mașinărie ce controlează vremea pentru a face să ningă în ziua de Crăciun, dar mașinăria se defectează și provoacă o furtună de zăpadă care scapă de sub control.

## Distribuție
- Hallee Hirsh - Allison Rachel "Allie" Thompson
- Brenda Song - Samantha Elizabeth "Sam" Kwan
- Hallie Todd - Michelle Thompson
- Spencer Breslin - Joey Thompson
- Greg Kean - Steve Thompson
- John B. Lowe - Santa Claus
- John Salley - Crumpet
- Bill Fagerbakke - Sparky
- Peter Scolari - Edwin Hadley
- Jason Schombing - Mr. Martino
- Tiffany Desrosiers - Tina